# Miconia harlingii
Miconia harlingii är en tvåhjärtbladig växtart som beskrevs av John Julius Wurdack. Miconia harlingii ingår i släktet Miconia och familjen Melastomataceae. Inga underarter finns listade i Catalogue of Life.